# Morarano (Tamatave I)
Morarano è una città e comune del Madagascar situata nel distretto di Toamasina I, regione di Atsinanana. 
La popolazione del comune rilevata nel censimento 2001 era pari a 57 472 unità.